# Паметник на Борис I (Плиска)
Паметникът на Борис I е построен и осветен на 2 май 2007 г. по повод 1100-годишнината от смъртта на владетеля княз Борис I. Намира се на централният площад в град Плиска.

## Авторски колектив
Монументът е дело на архитект Димитър Кръстев, на скулптора професор Борис Кондов и на конструктора Иванка Димова.

## Построяване
Паметникът е изграден с дарения от Сдружение „Плиска“, наред с дарения от стотици българи, сред тях и хора от Македония, Австралия и др. Събрани са над 140 000 лв. Пространството в центъра на града, където се изгражда паметникът, е оформено по програма „Красива България“ по проект за 120 000 лв.

## Композиция
Паметникът е висок 11 метра и широк 2 метра. Фигурата на владетеля е изработена от бял мрамор и е висока 3,6 метра. 2016 г. Сдружение „Плиска" извършва реставрация на паметника.